# Jung Woo-young
Jung Woo-young (en coreano: 정우영; pronunciación en coreano: /tɕʌŋ.u.jʌŋ/; Ulsan, 14 de diciembre de 1989) es un futbolista surcoreano. Juega como centrocampista en el Ulsan HD F. C. de la K League 1.

## Selección nacional
Ha sido internacional con la selección de Corea del Sur en 76 ocasiones y convirtió tres goles. 
Formó parte del plantel sub-23 que obtuvo la medalla de bronce en los Juegos Olímpicos de 2012.
El 2 de junio de 2018 fue incluido en la lista definitiva de veintitrés jugadores que disputarían la Copa del Mundo de 2018 en Rusia.

### Participaciones en Copas del Mundo
| Mundial                        | Sede  | Resultado        | Partidos | Goles |
| ------------------------------ | ----- | ---------------- | -------- | ----- |
| Copa Mundial de Fútbol de 2018 | Rusia | Fase de grupos   | 3        | 0     |
| Copa Mundial de Fútbol de 2022 | Catar | Octavos de final | 4        | 0     |

### Participaciones en Juegos Olímpicos
| Olimpiada                        | Sede        | Resultado    | Partidos | Goles |
| -------------------------------- | ----------- | ------------ | -------- | ----- |
| Juegos Olímpicos de Londres 2012 | Reino Unido | Tercer lugar | 1        | 0     |

### Participaciones en Copas Asiáticas
| Copa               | Sede | Resultado        | Partidos | Goles |
| ------------------ | ---- | ---------------- | -------- | ----- |
| Copa Asiática 2019 | EAU  | Cuartos de final | 5        | 0     |

## Clubes
| Club            | País           | Año       |
| --------------- | -------------- | --------- |
| Kyoto Sanga     | Japón          | 2011-2012 |
| Júbilo Iwata    | Japón          | 2013      |
| Vissel Kobe     | Japón          | 2014-2015 |
| Chongqing Lifan | China          | 2016-2017 |
| Vissel Kobe     | Japón          | 2018      |
| Al-Sadd         | Catar          | 2018-2023 |
| Khaleej Club    | Arabia Saudita | 2023-2024 |
| Ulsan HD F. C.  | Corea del Sur  | 2024-     |

## Palmarés

### Campeonatos nacionales
| Título                              | Club           | País          | Año  |
| ----------------------------------- | -------------- | ------------- | ---- |
| Stars League                        | Al-Sadd        | Catar         | 2019 |
| Copa del Jeque Jassem               | Al-Sadd        | Catar         | 2019 |
| Copa Príncipe de la Corona de Catar | Al-Sadd        | Catar         | 2020 |
| Copa del Emir de Catar              | Al-Sadd        | Catar         | 2020 |
| Copa Príncipe de la Corona de Catar | Al-Sadd        | Catar         | 2021 |
| Stars League                        | Al-Sadd        | Catar         | 2021 |
| Copa del Emir de Catar              | Al-Sadd        | Catar         | 2021 |
| Stars League                        | Al-Sadd        | Catar         | 2022 |
| K League 1                          | Ulsan HD F. C. | Corea del Sur | 2024 |

### Copas internacionales
| Título                      | Selección               | Sede    | Año  |
| --------------------------- | ----------------------- | ------- | ---- |
| Bronce en los JJ. OO.       | Sub-23 de Corea del Sur | Londres | 2012 |
| Campeonato del Este de Asia | Corea del Sur           | China   | 2015 |
| Campeonato del Este de Asia | Corea del Sur           | Japón   | 2017 |